# As-Sakaka
As-Sakaka (arab. السكاكة) – wieś w Syrii, w muhafazie As-Suwajda. W 2004 roku liczyła 254 mieszkańców.